# Mučenka

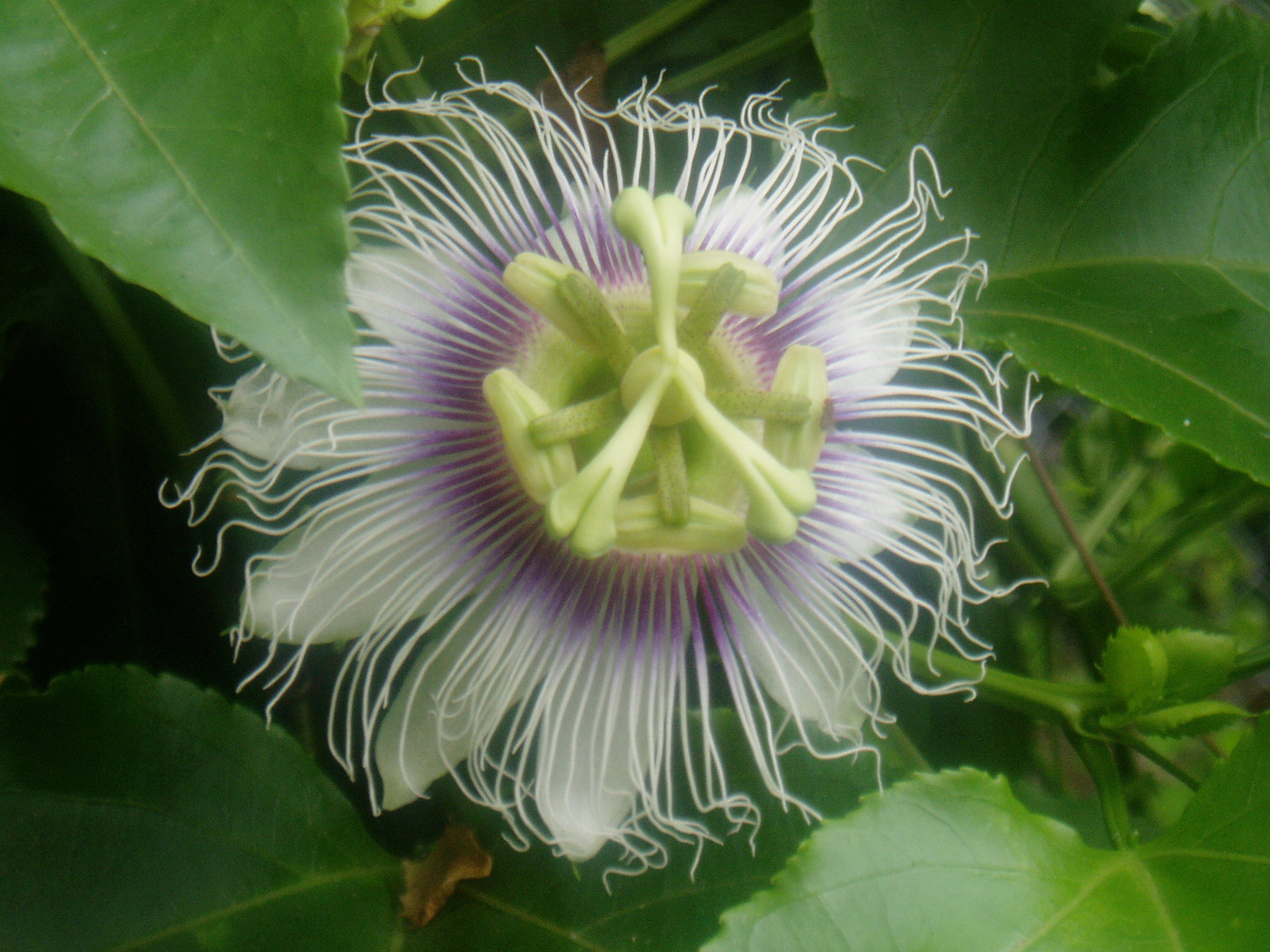
Mučenka jedlá (marakuja)

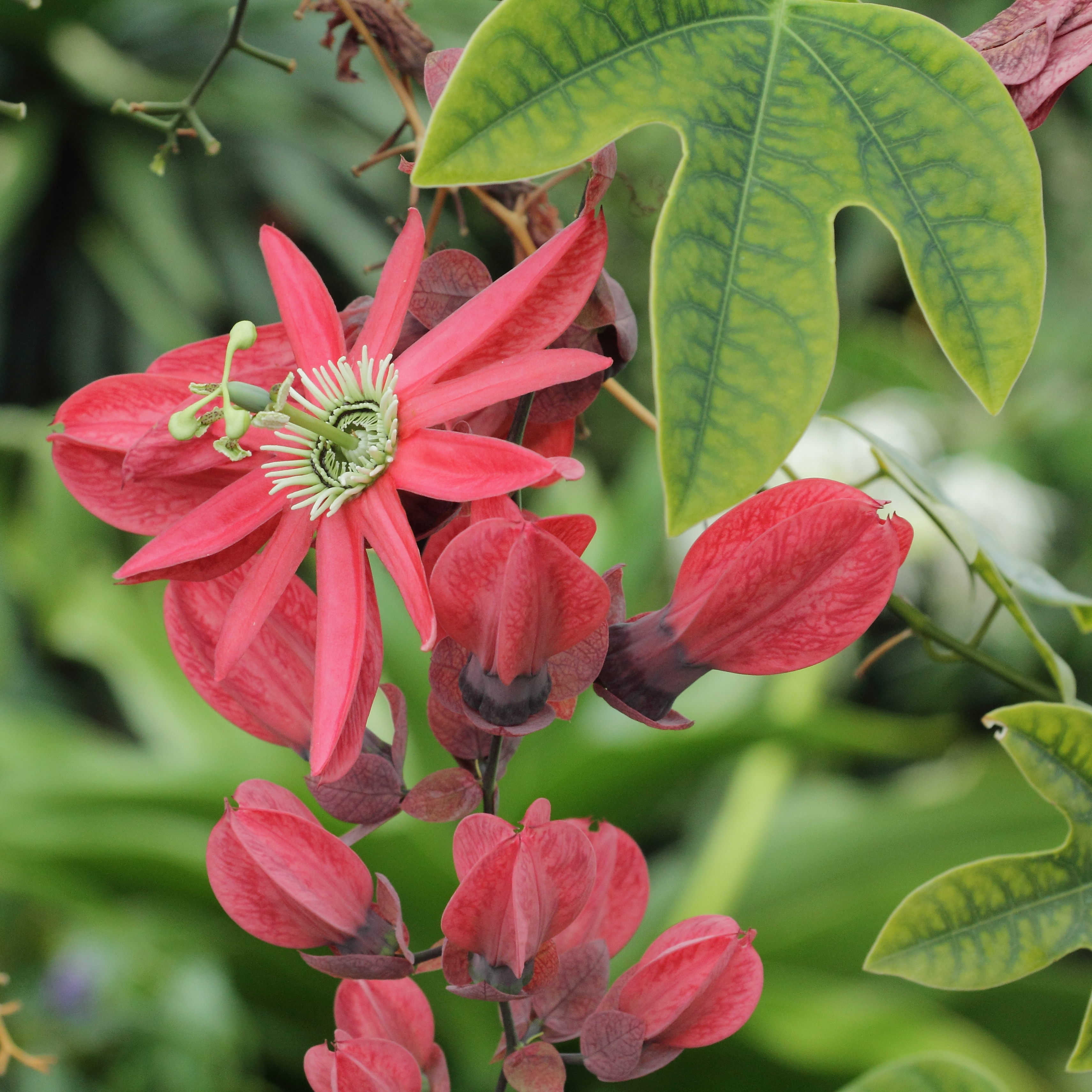
Passiflora racemosa

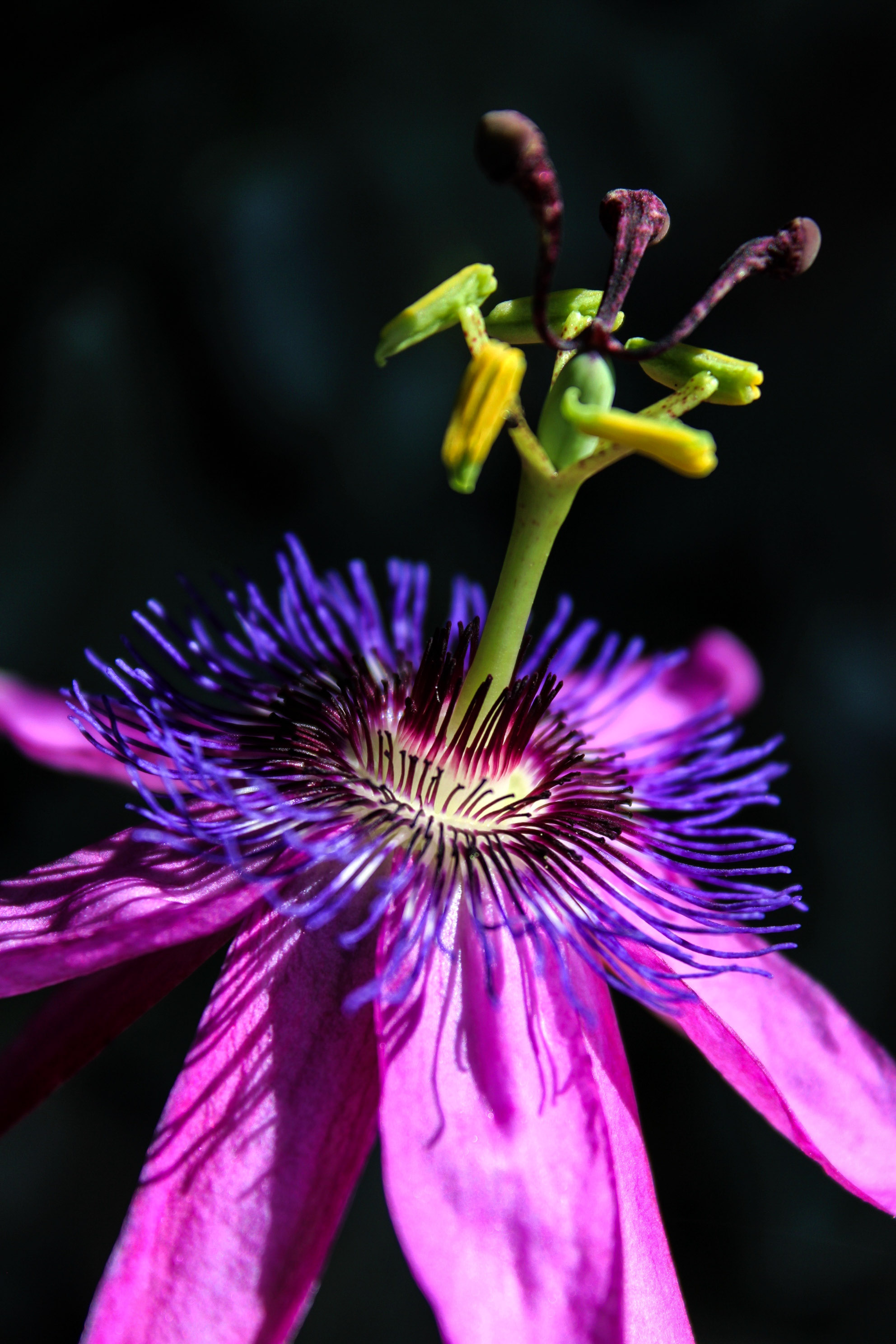
Passiflora amethystina

Mučenka (Passiflora) je rod vytrvalých, většinou popínavých bylin, ale také keřů z čeledi mučenkovitých. Většina z nich se vyznačuje nápadnými pravidelnými květy neobvyklých tvarů i barev (například Pasiflora racemosa vytváří hrozny červených poupat, která po jednom rozkvétají do asi 10 cm velkých jasně červených květů). Najdeme ale i druhy s květy zcela nenápadnými (např. Passiflora suberosa má nejvýše 2 cm velké květy zelené barvy). Květy vyrůstají z paždí listů a kvetou obvykle jen jeden den. Jejich počet výrazně závisí na tom, jak se rostlině daří – v ideálních podmínkách není výjimkou, že z paždí listu vyrostou květy hned dva, nebo i čtyři. Poupata je rostlina schopna vytvořit i na úponcích, kterými se přidržuje opory. Celý rod obsahuje přibližně 520 druhů, mučenka modrá se pěstuje po celém světě, v teplejších krajích jako okrasná, jinde jako pokojová rostlina, a mučenka jedlá (marakuja) v subtropech kvůli plodům (bobulím).

## Rozšíření
Různé druhy mučenky jsou původní v Jižní i Severní Americe, v Asii a v Austrálii. Mučenku modrou přivezli do Evropy v barokní době misionáři a rozšířila se jako pokojová rostlina, v Itálii a ve Francii roste i volně a ve Španělsku běžně zplaňuje. Mučenka jedlá (Passiflora edulis) se pěstuje kvůli bobulím (marakuja) hlavně v Karibské oblasti a v Jižní Africe, a to ve žluté a tmavé variantě (Pasiflora edulis var. flavicarpa a Pasiflora edulis var. edulis). V posledních letech se v nabídce zahradnictví objevilo i dost okrasných kultivarů, které vznikly křížením původních botanických druhů.

## Název
Latinský název Passiflora dali rostlině jezuité (passio = utrpení, flos = květ). Název vznikl z toho, že v nápadném květu mučenky modré Passiflora caerulea lze vidět nástroje umučení Ježíše Krista: uprostřed tři černé čnělky s bliznami jako hřeby, prašníky jako kladiva nebo jako pět ran Kristových a okolo věnec barevných vláken jako trnovou korunu. Špičatě zakončené listy představovaly kopí, úponky důtky, deset okvětních lístků deset apoštolů. Český název mučenka (a stejně tak anglické passion flower, passion fruit) je překladem z latiny.

## Mučenky s českými názvy
- mučenka banánová (Passiflora mollissima)
- mučenka citrónová (Passiflora citrina)
- mučenka jazykovitá (Passiflora ligularis)
- mučenka jedlá čili marakuja (Passiflora edulis)
- mučenka korková (Passiflora suberosa)
- mučenka křídlatá (Passiflora alata)
- mučenka modrá (Passiflora caerulea)
- mučenka morušolistá (Passiflora morifolia/warmingii)
- mučenka obrovská (Passiflora quadrangularis)
- mučenka pletní (Passiflora incarnata)
- mučenka révolistá (Passiflora vitifolia)
- mučenka vanilková (Passiflora capsularis)
- mučenka vavřínolistá (Passiflora laurifolia)

## Význam
Mučenky jsou nejenom okrasné rostliny, ale používají se i v potravinářství a medicíně. Plody řady mučenek jsou jedlé, nejznámější je maracuja (Passiflora edulis) nebo granadilla (Passiflora lingualis). Mezi další jedlé druhy patří Passiflora alata, Passiflora quadrangularis, Passiflora laurifolia (známá jako vodní citron) nebo Passiflora maliformis – jeden z jejích několika lidových názvů by se dal přeložit jako sladká tykev. Aromatické plody se zpracovávají do šťáv, džusů nebo marmelád – často ve směsi s jiným ovocem (multivitamíny). Najdete je například i v ovocných jogurtech a podobně. V lécích se používají pro svoje mírné analgetické, sedativní a spasmolytické účinky (například kombinované fytofarmakum Novo-Passit se používá na léčbu neurotických příznaků). Dále se používají jako chuťová korigens.